# 8 septembre 1976
Le mercredi 8 septembre 1976 est le 252e jour de l'année 1976.

## Naissances
- Andrés Cunha, arbitre uruguayen de football
- Hugh Vyvyan, joueur anglais de rugby à XV
- Ilan Volkov, chef d'orchestre Israélien
- Jervis Drummond, joueur de football costaricain
- Lucie Geffré, peintre et sculptrice française
- Marcela Topor, journaliste roumaine
- Marian Crișan, réalisateur roumain
- Mike Rivera, joueur américain de baseball
- Renán Calle, joueur de football équatorien
- Roman Charonov, footballeur et entraîneur russe
- Sjeng Schalken, joueur de tennis néerlandais

## Décès
- August Agbola O'Brown (né le 22 juillet 1895), militaire et musicien polonais-nigérian
- Máximo Calvo Olmedo (né le 18 novembre 1886), réalisateur et directeur de la photographie colombien
- Olga Solbelli (née le 11 mai 1898), actrice italienne
- Robert Louzon (né le 30 juin 1882), ingénieur et syndicaliste révolutionnaire français

## Événements
- Fin du championnat du Mexique de football 1976-1977
- Début du tour de Catalogne 1976